# Rhagodera texana
Rhagodera texana es una especie de coleóptero de la familia Zopheridae.

## Distribución geográfica
Habita en Texas (Estados Unidos).